# Саґареджо
Саґареджо (груз. საგარეჯო) — місто в Кахеті, Грузія. Адміністративний центр Саґареджойського муніципалітету. 

## Географія
Саґареджо розташоване в передгір'ї південно-західного схилу Ґомборського хребта, на березі річки Твалтхеві (ліва притока Іорі), на автошляху Тбілісі — Ґурджаані. 700 м над рівнем моря, 58 км від Тбілісі (залізничним сполученням Тбілісі — Телаві, що відкрито в 1915 р. та електрифіковано на даній ділянці 1964 р.). Залізнична станція знаходиться за 4 км на південний схід від центру міста.
У місті є промислові підприємства, заклади охорони здоров'я, освітні та культурні установи. Тут знаходиться резиденція єпархії Саґареджо та Ніноцмінда.

## Історія
Поселення вперше згадане в письмових джерелах у XI ст. під назвою Твалі, що дослівно означає «око». Теперішня назва вказує на розташування в цьому регіоні монастиря Давид-Гареджі.
Статус міста набуло в 1962 році. 

## Демографія
Населення — 10 871 осіб(2014). 

## Уродженці
- Лолашвілі Бадрі Годердзійович (1980—2022) — український освітянин, лейтенант Збройних Сил України, учасник російсько-української війни, що загинув у ході російського вторгнення в Україну в 2022 році.